# M/S Pluto
För andra betydelser, se Pluto (olika betydelser).
M/S Pluto är en av Färjerederiets vägfärjor som trafikerar Gräsöleden, sträckan Öregrund–Gräsö i Roslagen, Uppland samt Ekeröleden mellan Slagsta och Ekerö. Färjan är byggd 2004 av Työvene OY i Finland. Kapaciteten är 397 passagerare och 60 personbilar.

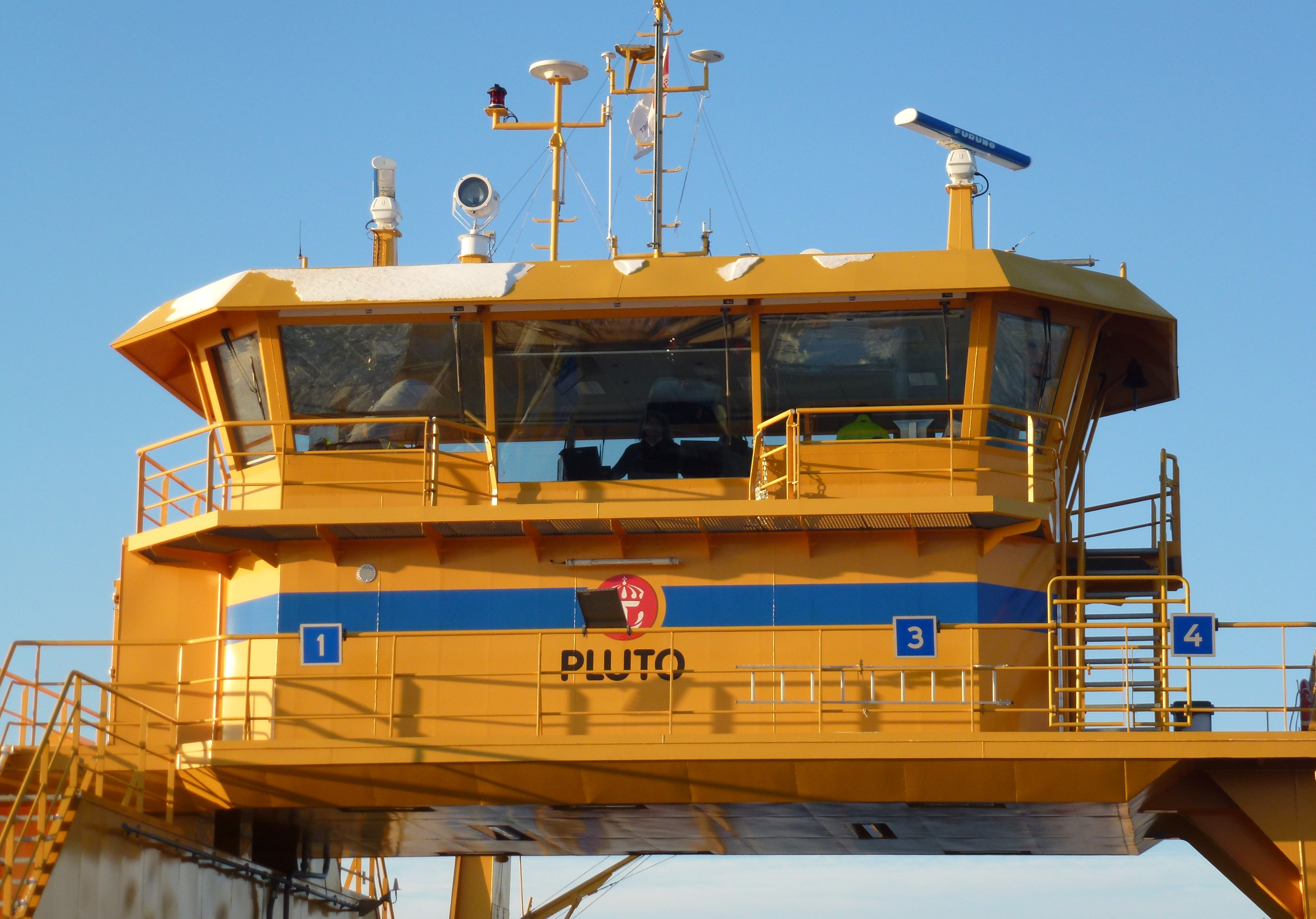
Plutos kommandobrygga, 2013

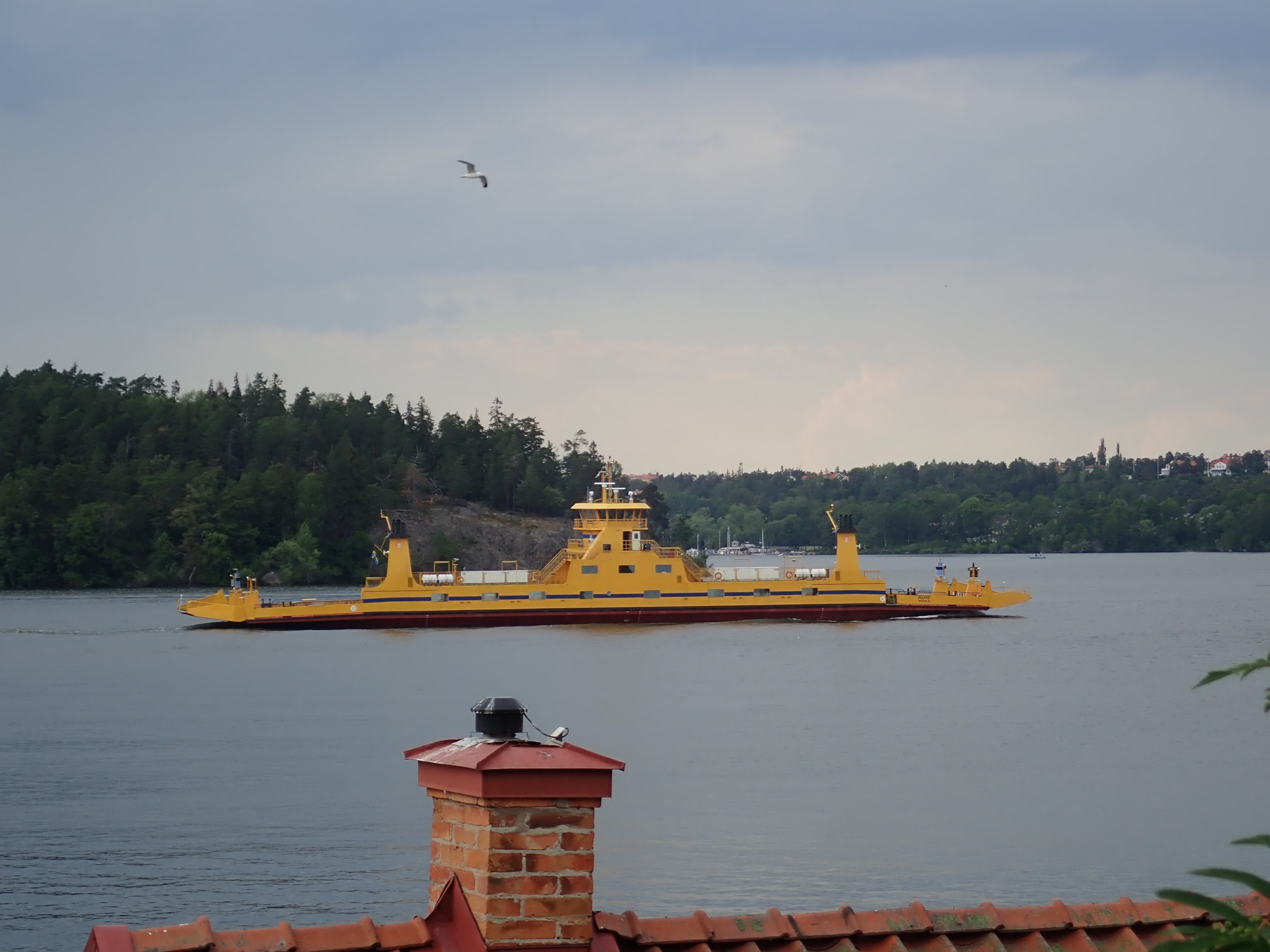
Pluto framför Björnholmen (Ekerö), fotograferad från Pettersbergsvägen i Mälarhöjden, 2019